# Пэйн, Кэмерон
Кэмерон Пэйн (англ. Cameron Payne; род. 8 августа 1994, Мемфис, Теннесси) — американский баскетболист, выступающий за клуб НБА «Нью-Йорк Никс». Играет на позиции разыгрывающего защитника.

## Карьера в школе и университете
Пэйн учился в Lausanne Collegiate School в Мемфисе, штат Теннесси. Несмотря на то, что с его помощью команда школы завоевала титул чемпионов второго дивизиона штата, Кэмерон не привлекал внимания скаутов. В итоге Пэйн поступил в колледж Мюррей Стэйт. В своём первом сезоне он в среднем набирал 16,8 очков, 5,4 передачи, 3,6 подбора и 1,7 перехвата за матч. По его итогам защитник был признан лучшим новичком Конференции долины Огайо и вошёл в её первую символическую сборную. Во втором сезоне он стал игроком года в конференции, набирая в среднем 20,2 очка и 6 ассистов за встречу. После его окончания Кэмерон принял решению выставить свою кандидатуру на драфт НБА.

## Карьера в НБА

### Оклахома-Сити Тандер (2015—2017)
25 июня 2015 года Пэйн был выбран на драфте под 15-м общим номером командой «Оклахома-Сити Тандер», 10 июля он подписал с клубом контракт новичка.Кэмерон дебютировал в НБА 1 ноября в игре против «Денвер Наггетс» и за 4 минуты отведённого ему времени записал на свой счёт три результативные передачи. 5 декабря Пэйна отправили в «Оклахома-Сити Блю» — фарм-клуб «Тандер», выступавший в Лиге развития. В течение следующего месяца разыгрывающий несколько раз вызывался в первую команду, но затем снова возвращался в состав «Блю». 29 декабря Пэйн набрал 16 очков в матче с «Милуоки Бакс». 12 апреля 2016 года в последней встрече регулярного чемпионата против «Сан-Антонио Спёрс» Кэмерон набрал рекордные для себя 17 очков и 7 ассистов.
25 июля 2016 года Пэйн перенёс операцию на пятой плюсневой кости правой ноги. Он быстро вернулся в строй и был готов принимать участие в тренировочном лагере команды, однако после двух дней занятий он почувствовал боль в ступне и прекратил работу. Полученная травма вынудила Кэмерона пропустить первые два месяца нового сезона. он вернулся на площадку 7 января.

### Чикаго Буллз (2017—2019)
23 февраля 2017 года Пэйн вместе с Жоффре Ловернем и Энтони Морроу был обменян в «Чикаго Буллз» на Таджа Гибсона, Дуга Макдермотта и пик второго раунда драфта 2018. В ходе оставшейся части сезона защитник несколько раз отправлялся в команду Лиги развития «Винди-Сити Буллз».
В начале сентября стало известно, что Пэйн пропустит около 3-4 месяцев из-за операции на правой ноге. Первую игру в сезоне он провёл 22 февраля 2018 года, соперником «быков» в ней был клуб «Филадельфия Севенти Сиксерс». 17 марта 2018 года Пэйн впервые оформил дабл-дабл, записав в матче против «Кливленд Кавальерс» на свой счёт 13 очков и 10 передач.
24 октября 2018 года в игре против «Шарлотт Хорнетс» Пэйн помог своей команде одержать победу, отметившись 21 очком. Все они были набраны во второй половине с помощью бросков из-за дуги. 3 января 2019 года «Буллз» отчислили Кэмерона.

### Кливленд Кавальерс (2019)
Спустя три дня после ухода из «Чикаго» Пэйн подписал 10-дневный контракт с «Кливленд Кавальерс». 16 января он был продлён ещё на 10 дней, но по его истечении клуб принял решение расстаться с игроком.

### Шаньси Лунгс (2019—2020)
25 июля 2019 года Пэйн подписал контракт с «Торонто Рэпторс», однако провёл за клуб всего одну предсезонную игру и был отчислен. 12 ноября он пополнил ряды китайской команды «Шаньси Лунгс». Проведя всего два матча, в среднем набирая в них 22,5 очка, 6,0 подбора, 7,5 ассиста и 4,5 перехвата, Пэйн покинул клуб.

### Техас Лэджендс (2020)
25 января 2020 года команда Лиги развития «Техас Лэджендс» сообщила о подписании Пэйна. Пэйн выступал за техасский коллектив довольно успешно и в марте даже получил награду лучшего игрока недели.

### Финикс Санз (2020—2023)
30 июня 2020 года Пэйн подписал контракт с «Финикс Санз» сроком на два сезона. Он дебютировал за клуб 31 июля в «пузыре» в матче против «Вашингтон Уизардс». «Финикс» завершили сезон с показателем побед 8:0, а Пэйн, выходя со скамейки запасных, демонстрировал наилучшие для себя показатели в карьере по результативности.
Во втором сезоне в «Санз» Пэйн продолжил показывать хороший уровень игры. 6 января 2021 года в поединке с «Торонто» он всего за 16 минут отдал 10 результативных передач. 20 февраля Кэмерон в матче против «Мемфис Гризлис» набрал 19 очков при семи передачах, а 4 марта в игре с «Голден Стэйт Уорриорз» оформил свой второй дабл-дабл в карьере, записав на свой счёт 17 очков и 10 ассистов.
22 июня 2021 года в матче финала Западной конференции против «Лос-Анджелес Клипперс» Пэйн набрал рекордные для себя 29 очков, а также отличился девятью передачами, двумя перехватами и двумя блок-шотами. «Финикс» выиграл ту встречу 104:103. «Санз» одержали победу в серии и вышли в финал, однако уступили в нём «Милуоки» в шести матчах.
4 марта 2022 года Пэйн обновил свой рекорд по передачам в одной игре, сделав 16 ассистов в поединке с «Нью-Йорк Никс».

### Милуоки Бакс (2023—2024)
17 июля 2023 года «Санз» обменяли Пэйна, выбор второго раунда драфта 2025 года и денежную компенсацию в «Сан-Антонио Спёрс» на защищенный выбор второго раунда драфта 2024 года. 11 сентября 2023 года клуб отчислил игрока.
2 октября Пэйн подписал однолетнее соглашение с «Милуоки Бакс». 

### Филадельфия Севенти Сиксерс (2024)
8 февраля 2024 года Пэйн был обменян вместе со вторым раундом 2027 года в «Филадельфию Севенти Сиксерс» на Патрика Беверли. 9 февраля Пэйн дебютировал в составе «Сиксерс», набрав 20 очков и отдав шесть передач в матче с «Атлантой Хокс» (127:121).

### Нью-Йорк Никс (2024—настоящее время)
15 июля 2024 года Пэйн подписал контракт с клубом «Нью-Йорк Никс». В первой игре первого раунда серии плей-офф против «Детройт Пистонс» Пэйн набрал 11 из 14 очков в 4-й четверти, что помогло «Никс» одержать победу.

## Статистика

### Статистика в НБА
| Сезон                                                                                    | Команда       | Регулярный сезон | Регулярный сезон | Регулярный сезон | Регулярный сезон | Регулярный сезон | Регулярный сезон | Регулярный сезон | Регулярный сезон | Регулярный сезон | Регулярный сезон | Регулярный сезон | Серия плей-офф | Серия плей-офф | Серия плей-офф | Серия плей-офф | Серия плей-офф | Серия плей-офф | Серия плей-офф | Серия плей-офф | Серия плей-офф | Серия плей-офф | Серия плей-офф |
| Сезон                                                                                    | Команда       | GP               | GS               | MPG              | FG%              | 3P%              | FT%              | RPG              | APG              | SPG              | BPG              | PPG              | GP             | GS             | MPG            | FG%            | 3P%            | FT%            | RPG            | APG            | SPG            | BPG            | PPG            |
| ---------------------------------------------------------------------------------------- | ------------- | ---------------- | ---------------- | ---------------- | ---------------- | ---------------- | ---------------- | ---------------- | ---------------- | ---------------- | ---------------- | ---------------- | -------------- | -------------- | -------------- | -------------- | -------------- | -------------- | -------------- | -------------- | -------------- | -------------- | -------------- |
| 2015/16                                                                                  | Оклахома-Сити | 57               | 1                | 12,2             | 41,0             | 32,4             | 79,2             | 1,5              | 1,9              | 0,6              | 0,1              | 5,0              | 10             | 0              | 6,4            | 26,9           | 20,0           | 50,0           | 0,4            | 0,8            | 0,2            | 0,2            | 1,8            |
| 2016/17                                                                                  | Оклахома-Сити | 20               | 0                | 16,0             | 33,1             | 30,8             | 100,0            | 1,6              | 2,0              | 0,5              | 0,2              | 5,3              | Не участвовал  | Не участвовал  | Не участвовал  | Не участвовал  | Не участвовал  | Не участвовал  | Не участвовал  | Не участвовал  | Не участвовал  | Не участвовал  | Не участвовал  |
| 2016/17                                                                                  | Чикаго        | 11               | 0                | 12,9             | 33,3             | 32,4             | 25,0             | 1,5              | 1,4              | 0,4              | 0,0              | 4,9              | 1              | 0              | 4,2            | 50,0           | 100,0          | -              | 1,0            | 0,0            | 0,0            | 0,0            | 3,0            |
| 2017/18                                                                                  | Чикаго        | 25               | 14               | 23,3             | 40,5             | 38,5             | 75,0             | 2,8              | 4,5              | 1,0              | 0,4              | 8,8              | Не участвовал  | Не участвовал  | Не участвовал  | Не участвовал  | Не участвовал  | Не участвовал  | Не участвовал  | Не участвовал  | Не участвовал  | Не участвовал  | Не участвовал  |
| 2018/19                                                                                  | Чикаго        | 31               | 12               | 17,3             | 41,1             | 27,1             | 88,0             | 1,7              | 2,7              | 0,6              | 0,2              | 5,7              | Не участвовал  | Не участвовал  | Не участвовал  | Не участвовал  | Не участвовал  | Не участвовал  | Не участвовал  | Не участвовал  | Не участвовал  | Не участвовал  | Не участвовал  |
| 2018/19                                                                                  | Кливленд      | 9                | 1                | 19,6             | 49,1             | 36,0             | 68,8             | 2,1              | 2,6              | 0,9              | 0,3              | 8,2              | Не участвовал  | Не участвовал  | Не участвовал  | Не участвовал  | Не участвовал  | Не участвовал  | Не участвовал  | Не участвовал  | Не участвовал  | Не участвовал  | Не участвовал  |
| 2019/20                                                                                  | Финикс        | 8                | 0                | 22,9             | 48,5             | 51,7             | 85,7             | 3,9              | 3,0              | 1,0              | 0,3              | 10,9             | Не участвовал  | Не участвовал  | Не участвовал  | Не участвовал  | Не участвовал  | Не участвовал  | Не участвовал  | Не участвовал  | Не участвовал  | Не участвовал  | Не участвовал  |
| 2020/21                                                                                  | Финикс        | 60               | 1                | 18,0             | 48,4             | 44,0             | 89,3             | 2,4              | 3,6              | 0,6              | 0,3              | 8,4              | 22             | 2              | 19,0           | 42,5           | 36,2           | 88,9           | 2,5            | 3,2            | 0,8            | 0,5            | 9,3            |
| 2021/22                                                                                  | Финикс        | 58               | 12               | 22,0             | 40,9             | 33,6             | 84,3             | 3,0              | 4,9              | 0,7              | 0,3              | 10,8             | 13             | 0              | 13,2           | 29,7           | 16,7           | 83,3           | 1,5            | 2,1            | 0,5            | 0,1            | 4,2            |
| 2022/23                                                                                  | Финикс        | 48               | 15               | 20,2             | 41,5             | 36,8             | 76,6             | 2,2              | 4,5              | 0,7              | 0,2              | 10,3             | 7              | 4              | 21,8           | 47,9           | 40,7           | 0,0            | 2,0            | 2,9            | 0,4            | 0,3            | 8,1            |
| 2023/24                                                                                  | Милуоки       | 47               | 2                | 14,9             | 45,5             | 39,7             | 84,1             | 1,3              | 2,3              | 0,5              | 0,1              | 6,2              | Не участвовал  | Не участвовал  | Не участвовал  | Не участвовал  | Не участвовал  | Не участвовал  | Не участвовал  | Не участвовал  | Не участвовал  | Не участвовал  | Не участвовал  |
| 2023/24                                                                                  | Филадельфия   | 31               | 8                | 19,4             | 41,3             | 38,2             | 91,3             | 1,8              | 3,1              | 0,6              | 0,3              | 9,3              | 5              | 0              | 12,2           | 40,0           | 44,4           | -              | 1,2            | 1,4            | 0,2            | 0,8            | 5,6            |
|                                                                                          | Всего         | 405              | 66               | 17,9             | 42,2             | 36,9             | 82,5             | 2,1              | 3,3              | 0,6              | 0,2              | 7,9              | 58             | 6              | 15,0           | 39,4           | 33,5           | 74,2           | 1,7            | 2,3            | 0,5            | 0,3            | 6,3            |
| Наведите курсор мыши на аббревиатуры в заголовке таблицы, чтобы прочесть их расшифровку. |               |                  |                  |                  |                  |                  |                  |                  |                  |                  |                  |                  |                |                |                |                |                |                |                |                |                |                |                |

### Статистика в Джи-Лиге
| Сезон                                                                                    | Команда           | Регулярный сезон | Регулярный сезон | Регулярный сезон | Регулярный сезон | Регулярный сезон | Регулярный сезон | Регулярный сезон | Регулярный сезон | Регулярный сезон | Регулярный сезон | Регулярный сезон | Серия плей-офф | Серия плей-офф | Серия плей-офф | Серия плей-офф | Серия плей-офф | Серия плей-офф | Серия плей-офф | Серия плей-офф | Серия плей-офф | Серия плей-офф | Серия плей-офф |
| Сезон                                                                                    | Команда           | GP               | GS               | MPG              | FG%              | 3P%              | FT%              | RPG              | APG              | SPG              | BPG              | PPG              | GP             | GS             | MPG            | FG%            | 3P%            | FT%            | RPG            | APG            | SPG            | BPG            | PPG            |
| ---------------------------------------------------------------------------------------- | ----------------- | ---------------- | ---------------- | ---------------- | ---------------- | ---------------- | ---------------- | ---------------- | ---------------- | ---------------- | ---------------- | ---------------- | -------------- | -------------- | -------------- | -------------- | -------------- | -------------- | -------------- | -------------- | -------------- | -------------- | -------------- |
| 2015/16                                                                                  | Оклахома-Сити Блю | 2                | 2                | 34,0             | 43,9             | 42,9             | 83,3             | 3,5              | 7,0              | 2,0              | 0,5              | 23,5             | Не участвовал  | Не участвовал  | Не участвовал  | Не участвовал  | Не участвовал  | Не участвовал  | Не участвовал  | Не участвовал  | Не участвовал  | Не участвовал  | Не участвовал  |
| 2016/17                                                                                  | Оклахома-Сити Блю | 2                | 0                | 20,0             | 39,4             | 41,2             | 75,0             | 1,0              | 3,0              | 0,5              | 0,0              | 18,0             | Не участвовал  | Не участвовал  | Не участвовал  | Не участвовал  | Не участвовал  | Не участвовал  | Не участвовал  | Не участвовал  | Не участвовал  | Не участвовал  | Не участвовал  |
| 2016/17                                                                                  | Винди-Сити Буллз  | 3                | 3                | 30,2             | 42,0             | 23,8             | 75,0             | 6,0              | 7,7              | 2,7              | 0,0              | 18,7             | Не участвовал  | Не участвовал  | Не участвовал  | Не участвовал  | Не участвовал  | Не участвовал  | Не участвовал  | Не участвовал  | Не участвовал  | Не участвовал  | Не участвовал  |
| 2017/18                                                                                  | Винди-Сити Буллз  | 3                | 3                | 23,8             | 42,3             | 31,6             | 100,0            | 4,0              | 4,0              | 1,7              | 0,3              | 21,0             | Не участвовал  | Не участвовал  | Не участвовал  | Не участвовал  | Не участвовал  | Не участвовал  | Не участвовал  | Не участвовал  | Не участвовал  | Не участвовал  | Не участвовал  |
| 2019/20                                                                                  | Техас Лэджендс    | 15               | 13               | 29,5             | 48,6             | 36,8             | 77,8             | 4,7              | 7,3              | 2,1              | 0,8              | 23,2             | Не участвовал  | Не участвовал  | Не участвовал  | Не участвовал  | Не участвовал  | Не участвовал  | Не участвовал  | Не участвовал  | Не участвовал  | Не участвовал  | Не участвовал  |
|                                                                                          | Всего             | 25               | 21               | 28,5             | 46,1             | 35,7             | 82,3             | 4,4              | 6,6              | 2,0              | 0,6              | 22,0             | Не участвовал  | Не участвовал  | Не участвовал  | Не участвовал  | Не участвовал  | Не участвовал  | Не участвовал  | Не участвовал  | Не участвовал  | Не участвовал  | Не участвовал  |
| Наведите курсор мыши на аббревиатуры в заголовке таблицы, чтобы прочесть их расшифровку. |                   |                  |                  |                  |                  |                  |                  |                  |                  |                  |                  |                  |                |                |                |                |                |                |                |                |                |                |                |

### Статистика в NCAA
| Сезон | Команда      | Conf  | Class | GP | GS | MPG  | FG%  | 3P%  | FT%  | RPG | APG | SPG | BPG | PPG  |
| --- | ------------ | ----- | ----- | -- | -- | ---- | ---- | ---- | ---- | --- | --- | --- | --- | ---- |
| 2013/14 | Мюррей Стэйт | OVC   | FR    | 34 | 34 | 32,7 | 40,4 | 34,1 | 77,4 | 3,6 | 5,4 | 1,7 | 0,6 | 16,8 |
| 2014/15 | Мюррей Стэйт | OVC   | SO    | 35 | 35 | 32,2 | 45,6 | 37,7 | 78,7 | 3,7 | 6,0 | 1,9 | 0,5 | 20,2 |
| Всего | Всего        | Всего | Всего | 69 | 69 | 32,4 | 43,2 | 35,9 | 78,1 | 3,7 | 5,7 | 1,8 | 0,5 | 18,5 |
| Наведите курсор мыши на аббревиатуры в заголовке таблицы, чтобы прочесть их расшифровку Статистика приведена с сайта sports-reference.com |              |       |       |    |    |      |      |      |      |     |     |     |     |      |

### Статистика в других лигах
| Сезон | Команда        | Лига  | GP | GS | MPG  | FG%  | 3P%  | FT%  | RPG | APG | SPG | BPG | PFL | TOV | PPG  |
| --- | -------------- | ----- | -- | -- | ---- | ---- | ---- | ---- | --- | --- | --- | --- | --- | --- | ---- |
| 2019/20 | Шаньси Чжунъюй | КБА   | 2  | 2  | 34,0 | 44,7 | 28,6 | 70,0 | 6,0 | 7,5 | 4,5 | 0,5 | 4,0 | 3,5 | 22,5 |
| Всего | Всего          | Всего | 2  | 2  | 34,0 | 44,7 | 28,6 | 70,0 | 6,0 | 7,5 | 4,5 | 0,5 | 4,0 | 3,5 | 22,5 |
| Наведите курсор мыши на аббревиатуры в заголовке таблицы, чтобы прочесть их расшифровку Статистика приведена с сайта basketball.realgm.com |                |       |    |    |      |      |      |      |     |     |     |     |     |     |      |